# Wikivoyage
Wikivoyage é um guia de viagens livre, parte da Wikimedia e mantido com a construção colaborativa feita por voluntários, sob os mesmos princípios da Wikipédia. O nome é uma mistura das palavras wiki (software que permite a mudança e a extensão por qualquer usuário na internet) e Voyage (palavra francesa para viagem).